# The Prismatic World Tour
The Prismatic World Tour is de derde concerttournee van de Amerikaanse zangeres Katy Perry. De tournee startte op 7 mei 2014, ter promotie van haar vierde studioalbum Prism. De tournee deed Europa, Noord-Amerika, Oceanië, Azië en Zuid-Amerika aan.
Een deel van de opbrengsten zal worden geschonken aan UNICEF, Autism Speaks, een kinderziekenhuis in Memphis en Susan G. Komen for the Cure.

## Achtergrond

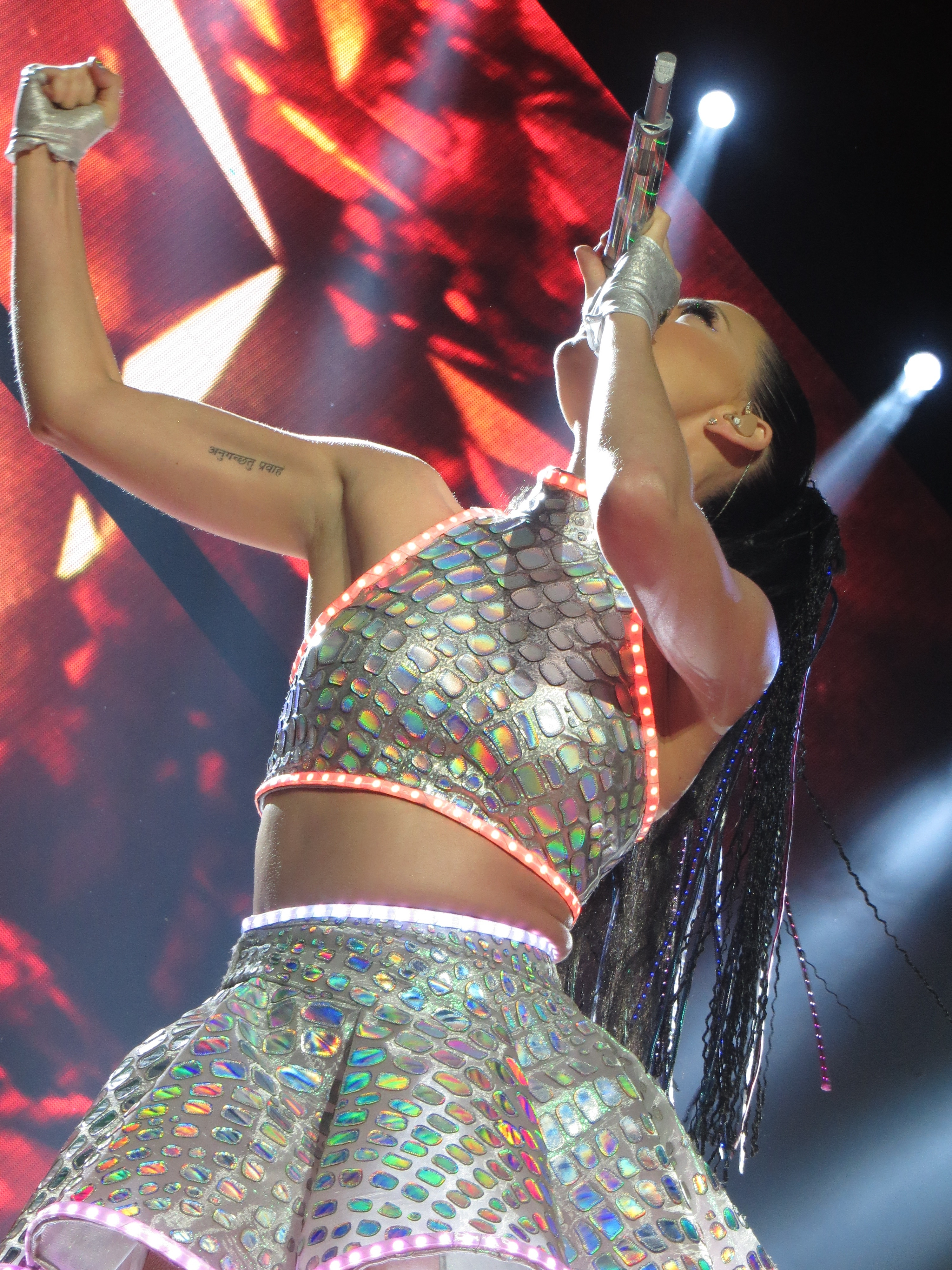
Perry zingt "Roar"

De zangeres startte met praten over de tournee tijdens de Hollywood Bowl in 2013, daar moedigde ze fans aan om naar het concert te komen. Op 18 november 2013 publiceerde Perry de eerste tour data voor het Verenigd Koninkrijk. Ook voegde ze toe dat er speciale plaatsen zullen zijn voor de grootste Perry fans de Reflection Section. In januari 2014 voegde Perry meer tour data toe, dit keer in Noord-Amerika. Een derde rij aan concerten was voor Oceanië. Op 2 juni 2014 kondigde Perry de shows in Europa aan, waarbij Charli XCX het voorprogramma zou doen. Als laatste voegde de zangeres nog shows toe in Azië en Latijns Amerika. In totaal werden er dus 151 aangekondigd. Ook is er een film verschenen van het hele concert. De film is uitgebracht op 30 oktober 2015. De film is uitgebracht op DVD, Blu-ray en digitale download. Ook bevat het een korte film van 30 minuten met extra beelden "behind the scenes".

### Kostuums
De show staat bekend voor de diverse kostuums die gebruikt werden door de hele show heen. Wanneer er een nieuwe act is, is er ook telkens een nieuwe outfit.
Verschillende acts : 
- Prismatic act : crop-top met rok met led lichtjes op de zijkanten.
- Egyptian act : een blonde pruik met zwarte stukjes, een Egyptische outfit (Katy komt op met een paard).
- Cat-Oure act : deze act staat in teken van katten. Katy draagt ook katten oortjes.
- Acoustic act : een jurk met vlinderpatroon, een pruik met verschillende kleuren in.
- Throwbackact : volledig in teken van smiley prints, er komen ook 'peace' symbolen in de outfit.
- Hyper Neonact : de visuals staan in teken van Birthday, er worden confetti en ballonnen gebruikt.
- Encore act : Katy draagt een lange zwarte pruik, haar jurk staat in teken van Firework, wat ook de afsluiter is van de set.

## Voorprogramma
- Icona Pop (alle concerten in Engeland, Ierland en Schotland, behalve in Glasgow)
- Capital Cities (diverse Noord-Amerikaanse data)
- Kacey Musgraves (diverse Noord-Amerikaanse data)
- Tegan and Sara (diverse Noord-Amerikaanse data)
- Becky G (diverse Noord-Amerikaanse data en Mexico)
- Ferras (Noord-Amerika)
- Betty Who (diverse Australische data)
- Charli XCX (diverse Europese data)

## Setlist

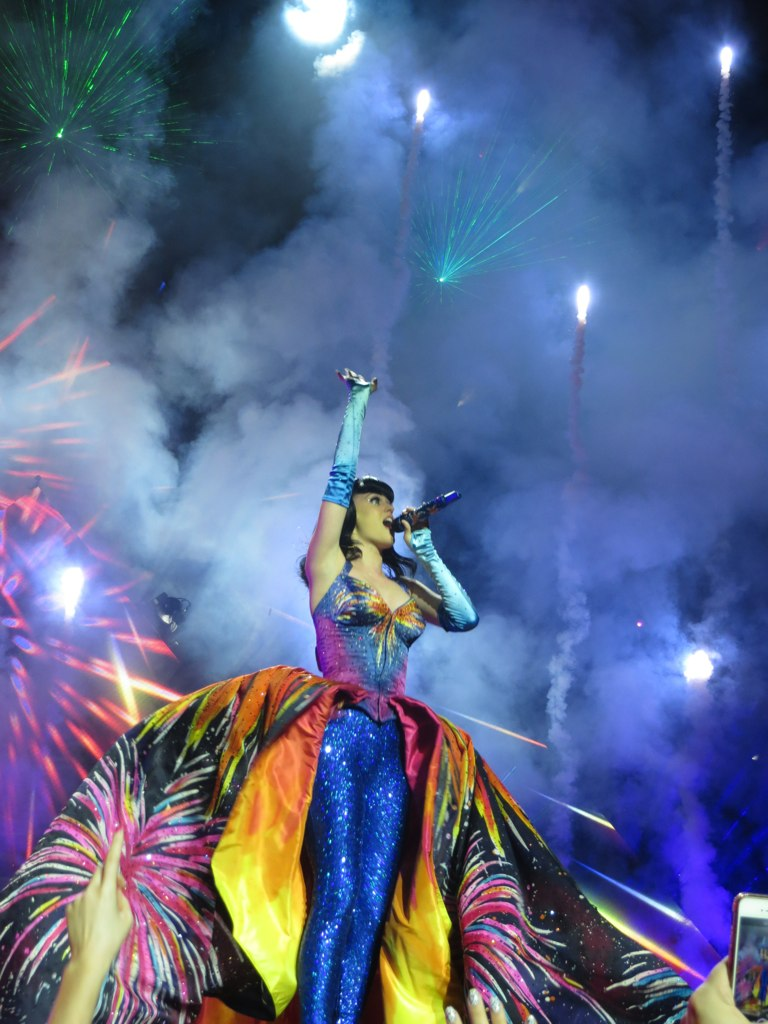
Perry tijdens de slotact "Firework"

De volgende setlist is afkomstig van de show in Londen op 30 mei 2014. Deze setlist kan gedurende de tour gewijzigd zijn.
1. "Roar"
2. "Part of Me"
3. "Wide Awake"
4. "This Moment"
5. "Love Me"
6. "Dark Horse"
7. "E.T."
8. "Legendary Lovers"
9. "I Kissed a Girl"
10. "Hot n Cold"
11. "International Smile/"Vogue"
12. "By the Grace of God"
13. "The One That Got Away"/"Thinking of You"
14. "Unconditionally"
15. "Megamix Dance Party" (alleen dansers)
16. "Walking on Air"
17. "It Takes Two"
18. "This Is How We Do"/"Last Friday Night (T.G.I.F.)"
19. "Teenage Dream"
20. "California Gurls"
21. "Birthday"
22. "Firework"

## Shows
| Datum                   | Stad              | Land                | Arena                           | Voorprogramma             | Opkomst                       | Opbrengst      |
| Leg 1 — Europa          | Leg 1 — Europa    | Leg 1 — Europa      | Leg 1 — Europa                  | Leg 1 — Europa            | Leg 1 — Europa                | Leg 1 — Europa |
| ----------------------- | ----------------- | ------------------- | ------------------------------- | ------------------------- | ----------------------------- | -------------- |
| 7 mei 2014              | Belfast           | Verenigd Koninkrijk | Odyssey Complex                 | Icona Pop                 | 18.553 / 18.553               | $ 1.658.690    |
| 8 mei 2014              | Belfast           | Verenigd Koninkrijk | Odyssey Complex                 | Icona Pop                 | 18.553 / 18.553               | $ 1.658.690    |
| 10 mei 2014             | Newcastle         | Verenigd Koninkrijk | Metro Radio Arena               | Icona Pop                 | N/A                           | N/A            |
| 11 mei 2014             | Nottingham        | Verenigd Koninkrijk | Capital FM Arena                | Icona Pop                 | N/A                           | N/A            |
| 13 mei 2014             | Birmingham        | Verenigd Koninkrijk | LG Arena                        | Icona Pop                 | N/A                           | N/A            |
| 14 mei 2014             | Birmingham        | Verenigd Koninkrijk | LG Arena                        | Icona Pop                 | N/A                           | N/A            |
| 17 mei 2014             | Glasgow           | Verenigd Koninkrijk | SSE Hydro                       | Icona Pop                 | N/A                           | N/A            |
| 18 mei 2014             | Glasgow           | Verenigd Koninkrijk | SSE Hydro                       | Icona Pop                 | N/A                           | N/A            |
| 20 mei 2014             | Manchester        | Verenigd Koninkrijk | Manchester Arena                | Icona Pop                 | 21.343 / 24.951               | $ 1.796.590    |
| 21 mei 2014             | Liverpool         | Verenigd Koninkrijk | Echo Arena                      | Icona Pop                 | N/A                           | N/A            |
| 23 mei 2014             | Sheffield         | Verenigd Koninkrijk | Motorpoint Arena                | Icona Pop                 | N/A                           | N/A            |
| 24 mei 2014             | Manchester        | Verenigd Koninkrijk | Manchester Arena                | Icona Pop                 |                               |                |
| 25 mei 2014             | Glasgow           | Verenigd Koninkrijk | Glasgow Green                   | —                         | —                             | —              |
| 27 mei 2014             | Londen            | Verenigd Koninkrijk | The O2 Arena                    | Icona Pop                 | 53.871 / 63.574               | $ 5.023.470    |
| 28 mei 2014             | Londen            | Verenigd Koninkrijk | The O2 Arena                    | Icona Pop                 | 53.871 / 63.574               | $ 5.023.470    |
| 30 mei 2014             | Londen            | Verenigd Koninkrijk | The O2 Arena                    | Icona Pop                 | 53.871 / 63.574               | $ 5.023.470    |
| 31 mei 2014             | Londen            | Verenigd Koninkrijk | The O2 Arena                    | Icona Pop                 | 53.871 / 63.574               | $ 5.023.470    |
| Leg 2 — Noord-Amerika   |                   |                     |                                 |                           |                               |                |
| 22 juni 2014            | Raleigh           | Verenigde Staten    | PNC Arena                       | Capital Cities Ferras     | 13.704 / 13.704               | $ 1.461.008    |
| 24 juni 2014            | Washington., D.C. | Verenigde Staten    | Verizon Center                  | Capital Cities Ferras     | 26.508 / 26.508               | $ 3.293.503    |
| 25 juni 2014            | Washington., D.C. | Verenigde Staten    | Verizon Center                  | Capital Cities Ferras     | 26.508 / 26.508               | $ 3.293.503    |
| 27 juni 2014            | Nashville         | Verenigde Staten    | Bridgestone Arena               | Capital Cities Ferras     | 13.487 / 13.487               | $ 1.567.175    |
| 28 juni 2014            | Atlanta           | Verenigde Staten    | Philips Arena                   | Capital Cities Ferras     | 12.843 / 12.843               | $ 1.525.349    |
| 30 juni 2014            | Tampa             | Verenigde Staten    | Tampa Bay Times Forum           | Capital Cities Ferras     | 13.680 / 13.680               | $ 1.503.644    |
| 2 juli 2014             | Sunrise           | Verenigde Staten    | BB&T Center                     | Capital Cities Ferras     | 12.888 / 12.888               | $ 1.382.655    |
| 3 juli 2014             | Miami             | Verenigde Staten    | American Airlines Arena         | Capital Cities Ferras     | 13.543 / 13.543               | $ 1.432.275    |
| 7 juli 2014             | Uncasville        | Verenigde Staten    | Mohegan Sun Arena               | Capital Cities Ferras     | 6.286 / 6.541                 | $ 941.786      |
| 9 juli 2014             | New York          | Verenigde Staten    | Madison Square Garden           | Capital Cities Ferras     | 13.846 / 13.846               | $ 2.047.284    |
| 11 juli 2014            | Newark            | Verenigde Staten    | Prudential Center               | Capital Cities Ferras     | 25.584 / 25.584               | $ 3.363.432    |
| 12 juli 2014            | Newark            | Verenigde Staten    | Prudential Center               | Capital Cities Ferras     | 25.584 / 25.584               | $ 3.363.432    |
| 15 juli 2014            | Montreal          | Canada              | Bell Centre                     | Capital Cities Ferras     | 14.284 / 14.284               | $ 1.332.540    |
| 16 juli 2014            | Ottawa            | Canada              | Canadian Tire Centre            | Capital Cities Ferras     | 13.260 / 13.260               | $ 1.053.260    |
| 18 juli 2014            | Toronto           | Canada              | Air Canada Centre               | Capital Cities Ferras     | 44.556 / 44.556               | $ 4.403.610    |
| 19 juli 2014            | Toronto           | Canada              | Air Canada Centre               | Capital Cities Ferras     | 44.556 / 44.556               | $ 4.403.610    |
| 21 juli 2014            | Toronto           | Canada              | Air Canada Centre               | Capital Cities Ferras     | 44.556 / 44.556               | $ 4.403.610    |
| 22 juli 2014            | Pittsburgh        | Verenigde Staten    | Consol Energy Center            | Capital Cities Ferras     | 13.909 / 13.909               | $ 1.440.835    |
| 24 juli 2014            | Brooklyn          | Verenigde Staten    | Barclays Center                 | Capital Cities Ferras     | 27.823 / 27.823               | $ 3.280.455    |
| 25 juli 2014            | Brooklyn          | Verenigde Staten    | Barclays Center                 | Capital Cities Ferras     | 27.823 / 27.823               | $ 3.280.455    |
| 1 augustus 2014         | Boston            | Verenigde Staten    | TD Garden                       | Capital Cities Ferras     | 26.227 / 26.227               | $ 3.178.415    |
| 2 augustus 2014         | Boston            | Verenigde Staten    | TD Garden                       | Capital Cities Ferras     | 26.227 / 26.227               | $ 3.178.415    |
| 4 augustus 2014         | Philadelphia      | Verenigde Staten    | Wells Fargo Center              | Capital Cities Ferras     | 28.213 / 28.213               | $ 2.952.334    |
| 5 augustus 2014         | Philadelphia      | Verenigde Staten    | Wells Fargo Center              | Capital Cities Ferras     | 28.213 / 28.213               | $ 2.952.334    |
| 7 augustus 2014         | Chicago           | Verenigde Staten    | United Center                   | Capital Cities Ferras     | 27.851 / 27.851               | $ 3.369.142    |
| 8 augustus 2014         | Chicago           | Verenigde Staten    | United Center                   | Capital Cities Ferras     | 27.851 / 27.851               | $ 3.369.142    |
| 10 augustus 2014        | Grand Rapids      | Verenigde Staten    | Van Andel Arena                 | Kacey Musgraves Ferras    | 10.286 / 10.286               | $ 787.474      |
| 11 augustus 2014        | Auburn Hills      | Verenigde Staten    | The Palace of Auburn Hills      | Kacey Musgraves Ferras    | 13.888 / 13.888               | $ 1.363.889    |
| 13 augustus 2014        | Columbus          | Verenigde Staten    | Nationwide Arena                | Kacey Musgraves Ferras    | 14.138 / 14.138               | $ 1.391.453    |
| 14 augustus 2014        | Cleveland         | Verenigde Staten    | Quicken Loans Arena             | Kacey Musgraves Ferras    | 15.376 / 15.376               | $ 1.336.244    |
| 16 augustus 2014        | Louisville        | Verenigde Staten    | KFC Yum! Center                 | Kacey Musgraves Ferras    | 16.306 / 16.306               | $ 1.607.190    |
| 17 augustus 2014        | St. Louis         | Verenigde Staten    | Scottrade Center                | Kacey Musgraves Ferras    | 14.395 / 14.395               | $ 1.463.826    |
| 19 augustus 2014        | Kansas City       | Verenigde Staten    | Sprint Center                   | Kacey Musgraves Ferras    | 13.132 / 13.132               | $ 1.219.456    |
| 20 augustus 2014        | Lincoln           | Verenigde Staten    | Pinnacle Bank Arena             | Kacey Musgraves Ferras    | 13.693 / 13.693               | $ 1.217.100    |
| 22 augustus 2014        | Minneapolis       | Verenigde Staten    | Target Center                   | Kacey Musgraves Ferras    | 13.718 / 13.718               | $ 1.357.694    |
| 23 augustus 2014        | Fargo             | Verenigde Staten    | Fargodome                       | Kacey Musgraves Ferras    | 21.843 / 21.843               | $ 1.660.459    |
| 26 augustus 2014        | Winnipeg          | Canada              | MTS Centre                      | Kacey Musgraves Ferras    | 11.858 / 11.858               | $ 956.695      |
| 28 augustus 2014        | Saskatoon         | Canada              | Credit Union Centre             | Kacey Musgraves Ferras    | 12.379 / 12.379               | $ 940.310      |
| 29 augustus 2014        | Calgary           | Canada              | Scotiabank Saddledome           | Kacey Musgraves Ferras    | 12.295 / 12.295               | $ 1.239.040    |
| 31 augustus 2014        | Edmonton          | Canada              | Rexall Place                    | Kacey Musgraves Ferras    | 25.112 / 25.112               | $ 2.161.810    |
| 1 september 2014        | Edmonton          | Canada              | Rexall Place                    | Kacey Musgraves Ferras    | 25.112 / 25.112               | $ 2.161.810    |
| 9 september 2014        | Vancouver         | Canada              | Rogers Arena                    | Kacey Musgraves Ferras    | 27.462 / 27.462               | $ 2.680.950    |
| 10 september 2014       | Vancouver         | Canada              | Rogers Arena                    | Kacey Musgraves Ferras    | 27.462 / 27.462               | $ 2.680.950    |
| 12 september 2014       | Portland          | Verenigde Staten    | Moda Center                     | Tegan and Sara Ferras     | 13.675 / 13.675               | $ 1.137.015    |
| 13 september 2014       | Tacoma            | Verenigde Staten    | Tacoma Dome                     | Tegan and Sara Ferras     | 19.902 / 19.902               | $ 1.764.933    |
| 16 september 2014       | Anaheim           | Verenigde Staten    | Honda Center                    | Tegan and Sara Ferras     | 23.374 / 23.374               | $ 2.619.670    |
| 17 september 2014       | Anaheim           | Verenigde Staten    | Honda Center                    | Tegan and Sara Ferras     | 23.374 / 23.374               | $ 2.619.670    |
| 19 september 2014       | Los Angeles       | Verenigde Staten    | Staples Center                  | Tegan and Sara Ferras     | 28.791 / 28.791               | $ 3.606.823    |
| 20 september 2014       | Los Angeles       | Verenigde Staten    | Staples Center                  | Tegan and Sara Ferras     | 28.791 / 28.791               | $ 3.606.823    |
| 22 september 2014       | San Jose          | Verenigde Staten    | SAP Center                      | Tegan and Sara Ferras     | 25.173 / 25.173               | $ 2.963.031    |
| 23 september 2014       | San Jose          | Verenigde Staten    | SAP Center                      | Tegan and Sara Ferras     | 25.173 / 25.173               | $ 2.963.031    |
| 25 september 2014       | Glendale          | Verenigde Staten    | Gila River Arena                | Tegan and Sara Ferras     | 13.145 / 13.145               | $ 1.423.994    |
| 26 september 2014       | Las Vegas         | Verenigde Staten    | MGM Grand Garden Arena          | Tegan and Sara Ferras     | 12.886 / 12.886               | $ 1.742.965    |
| 29 september 2014       | Salt Lake City    | Verenigde Staten    | EnergySolutions Arena           | Tegan and Sara Ferras     | 13.860 / 13.860               | $ 1.218.622    |
| 30 september 2014       | Denver            | Verenigde Staten    | Pepsi Center                    | Tegan and Sara Ferras     | 12.784 / 12.784               | $ 1.283.904    |
| 2 oktober 2014          | Dallas            | Verenigde Staten    | American Airlines Center        | Tegan and Sara Ferras     | 27.453 / 27.453               | $ 3.520.503    |
| 3 oktober 2014          | Dallas            | Verenigde Staten    | American Airlines Center        | Tegan and Sara Ferras     | 27.453 / 27.453               | $ 3.520.503    |
| 5 oktober 2014          | Memphis           | Verenigde Staten    | FedEx Forum                     | Tegan and Sara Ferras     | 13.136 / 13.136               | $ 1.177.517    |
| 6 oktober 2014          | Tulsa             | Verenigde Staten    | BOK Center                      | Tegan and Sara Ferras     | 12.388 / 12.388               | $ 1.285.851    |
| 8 oktober 2014          | New Orleans       | Verenigde Staten    | New Orleans Arena               | Tegan and Sara Ferras     | 13.718 / 13.718               | $ 1.274.571    |
| 10 oktober 2014         | Houston           | Verenigde Staten    | Toyota Center                   | Becky G Ferras            | 24.268 / 24.268               | $ 2.692.788    |
| 11 oktober 2014         | Houston           | Verenigde Staten    | Toyota Center                   | Becky G Ferras            | 24.268 / 24.268               | $ 2.692.788    |
| 14 oktober 2014         | Monterrey         | Mexico              | Monterrey Arena                 | Becky G                   | —                             | —              |
| 15 October 2014         | Monterrey         | Mexico              | Monterrey Arena                 | Becky G                   | —                             | —              |
| October 17, 2014        | Mexico City       | Mexico              | Palacio de los Deportes         | Becky G                   | 39.212 / 40.368               | $ 3.726.052    |
| 18 October 2014         | Mexico City       | Mexico              | Palacio de los Deportes         | Becky G                   | 39.212 / 40.368               | $ 3.726.052    |
| Leg 3 — Oceanië         |                   |                     |                                 |                           |                               |                |
| 7 november 2014         | Perth             | Australië           | Perth Arena                     | Betty Who                 | 29.153 / 29.153               | $ 3.822.000    |
| 8 november 2014         | Perth             | Australië           | Perth Arena                     | Betty Who                 | 29.153 / 29.153               | $ 3.822.000    |
| 11 november 2014        | Adelaide          | Australië           | Adelaide Entertainment Centre   | Betty Who                 | 18.426 / 18.426               | $ 2.264.770    |
| 12 november 2014        | Adelaide          | Australië           | Adelaide Entertainment Centre   | Betty Who                 | 18.426 / 18.426               | $ 2.264.770    |
| 14 november 2014        | Melbourne         | Australië           | Rod Laver Arena                 | Betty Who                 | 100.923 / 100.923             | $ 13.360.900   |
| 15 november 2014        | Melbourne         | Australië           | Rod Laver Arena                 | Betty Who                 | 100.923 / 100.923             | $ 13.360.900   |
| 18 november 2014        | Melbourne         | Australië           | Rod Laver Arena                 | Betty Who                 | 100.923 / 100.923             | $ 13.360.900   |
| 19 november 2014        | Melbourne         | Australië           | Rod Laver Arena                 | Betty Who                 | 100.923 / 100.923             | $ 13.360.900   |
| 21 november 2014        | Sydney            | Australië           | Allphones Arena                 | Betty Who                 | 93.841 / 93.841               | $ 12.177.000   |
| 22 november 2014        | Sydney            | Australië           | Allphones Arena                 | Betty Who                 | 93.841 / 93.841               | $ 12.177.000   |
| 24 november 2014        | Sydney            | Australië           | Allphones Arena                 | Betty Who                 | 93.841 / 93.841               | $ 12.177.000   |
| 25 november 2014        | Sydney            | Australië           | Allphones Arena                 | Betty Who                 | 93.841 / 93.841               | $ 12.177.000   |
| 27 november 2014        | Brisbane          | Australië           | Brisbane Entertainment Centre   | Betty Who                 | 60.159 / 60.159               | $ 7.350.110    |
| 28 november 2014        | Brisbane          | Australië           | Brisbane Entertainment Centre   | Betty Who                 | 60.159 / 60.159               | $ 7.350.110    |
| 30 november 2014        | Brisbane          | Australië           | Brisbane Entertainment Centre   | Tove Lo                   | 60.159 / 60.159               | $ 7.350.110    |
| 1 december 2014         | Brisbane          | Australië           | Brisbane Entertainment Centre   | Tove Lo                   | 60.159 / 60.159               | $ 7.350.110    |
| 4 december 2014         | Melbourne         | Australië           | Rod Laver Arena                 | Tove Lo                   |                               |                |
| 6 december 2014         | Melbourne         | Australië           | Rod Laver Arena                 | Tove Lo                   |                               |                |
| 7 december 2014         | Melbourne         | Australië           | Rod Laver Arena                 | Tove Lo                   |                               |                |
| 10 december 2014        | Melbourne         | Australië           | Rod Laver Arena                 | Tove Lo                   |                               |                |
| 12 december 2014        | Sydney            | Australië           | Allphones Arena                 | Tove Lo                   |                               |                |
| 13 december 2014        | Sydney            | Australië           | Allphones Arena                 | Tove Lo                   |                               |                |
| 15 december 2014        | Brisbane          | Australië           | Brisbane Entertainment Centre   | Tove Lo                   |                               |                |
| 19 december 2014        | Auckland          | Nieuw-Zeeland       | Vector Arena                    | Tove Lo                   | 24.157 / 24.157               | $ 3.046.890    |
| 20 december 2014        | Auckland          | Nieuw-Zeeland       | Vector Arena                    | Tove Lo                   | 24.157 / 24.157               | $ 3.046.890    |
| Leg 4 — Europa          |                   |                     |                                 |                           |                               |                |
| 16 februari 2015        | Barcelona         | Spanje              | Palau Sant Jordi                | Charli XCX                | —                             | —              |
| 17 februari 2015        | Montpellier       | Frankrijk           | Park&Suites Arena               | Charli XCX                | —                             | —              |
| 20 februari 2015        | Lyon              | Frankrijk           | Halle Tony Garnier              | Charli XCX                | —                             | —              |
| 21 februari 2015        | Milaan            | Italië              | Mediolanum Forum                | Charli XCX                | —                             | —              |
| 23 februari 2015        | Praag             | Tsjechië            | O2 Arena                        | Charli XCX                | —                             | —              |
| 24 februari 2015        | Krakau            | Polen               | Tauron Arena                    | Charli XCX                | —                             | —              |
| 26 februari 2015        | Wenen             | Oostenrijk          | Wiener Stadthalle               | Charli XCX                | —                             | —              |
| 27 februari 2015        | Bratislava        | Slovakije           | Ondrej Nepela Arena             | Charli XCX                | —                             | —              |
| 1 maart 2015            | Zürich            | Zwitserland         | Hallenstadion                   | Charli XCX                | 13.000 / 13.000               | $ 1.183.140    |
| 2 maart 2015            | München           | Duitsland           | Olympiahalle                    | Charli XCX                | —                             | —              |
| 4 maart 2015            | Antwerpen         | België              | Sportpaleis                     | Charli XCX                | 18.396 / 19.920               | $ 1.045.430    |
| 5 maart 2015            | Keulen            | Duitsland           | Lanxess Arena                   | Charli XCX                | —                             | —              |
| 7 maart 2015            | Herning           | Denemarken          | Jyske Bank Boxen                | Charli XCX                | —                             | —              |
| 9 maart 2015            | Amsterdam         | Nederland           | Ziggo Dome                      | Charli XCX                | —                             | —              |
| 10 maart 2015           | Amsterdam         | Nederland           | Ziggo Dome                      | Charli XCX                | —                             | —              |
| 12 maart 2015           | Hamburg           | Duitsland           | O2 World Hamburg                | Charli XCX                | 7.936 / 11.664                | $ 537.228      |
| 13 maart 2015           | Berlijn           | Duitsland           | Mercedes-Benz Arena             | Charli XCX                | 12.491 / 12.515               | $ 753.185      |
| 15 maart 2015           | Riga              | Letland             | Arena Riga                      | Charli XCX                | —                             | —              |
| 18 maart 2015           | Helsinki          | Finland             | Hartwall Arena                  | Charli XCX                | —                             | —              |
| 20 maart 2015           | Oslo              | Noorwegen           | Telenor Arena                   | Charli XCX                | —                             | —              |
| 22 maart 2015           | Stockholm         | Zweden              | Ericsson Globe                  | Charli XCX                | —                             | —              |
| Leg 5 — Azië            |                   |                     |                                 |                           |                               |                |
| 18 april 2015           | Guangzhou         | China               | Guangzhou Sports Arena          | The Dolls                 | —                             | —              |
| 21 april 2015           | Shanghai          | China               | Mercedes-Benz Arena             | The Dolls                 | —                             | —              |
| 22 april 2015           | Shanghai          | China               | Mercedes-Benz Arena             | The Dolls                 | —                             | —              |
| 25 april 2015           | Tokio             | Japan               | Tokyo Metropolitan Gymnasium    | The Dolls                 | —                             | —              |
| 26 april 2015           | Tokio             | Japan               | Tokyo Metropolitan Gymnasium    | The Dolls                 | —                             | —              |
| 28 april 2015           | Taipei            | Taiwan              | Taipei Arena                    | Ferras                    | —                             | —              |
| 1 mei 2015              | Macau             | Macau               | Cotai Arena                     | The Dolls                 | —                             | —              |
| 2 mei 2015              | Macau             | Macau               | Cotai Arena                     | The Dolls                 | —                             | —              |
| 7 mei 2015              | Santa Maria       | Filipijnen          | Philippine Arena                | The Dolls                 | —                             | —              |
| 9 mei 2015              | Jakarta           | Indonesië           | Indonesia Convention Exhibition | The Dolls                 | —                             | —              |
| 11 mei 2015             | Singapore         | Singapore           | Singapore Indoor Stadium        | The Dolls                 | —                             | —              |
| 14 mei 2015             | Bangkok           | Thailand            | Impact Arena                    | The Dolls                 | —                             | —              |
| Leg 6 — Latijns Amerika |                   |                     |                                 |                           |                               |                |
| 22 september 2015       | Liam              | Peru                | Hipódromo de Monterrico         | Gala Brie                 | 15.635 / 15.635               | $ 1.397.180    |
| 25 september 2015       | Sao Paulo         | Brazilië            | Allianz Parque                  | AlunaGeorge               | 35.564 / 35.564               | $ 2.218.220    |
| 27 september 2015       | Rio de Janeiro    | Brazilië            | Parque dos Atletas              | —                         | —                             | —              |
| 29 september 2015       | Curitiba          | Brazilië            | Pedreira Paulo Leminski         | Tinashe                   | 16.076 / 16.076               | $ 1.115.000    |
| 3 oktober 2015          | Buenos Aires      | Argentinië          | Hipódromo Argentino de Palermo  | Tinashe Lali              | 17.623 / 17.623               | $ 1.745.600    |
| 6 oktober 2015          | Santiago          | Chili               | Explanada del Estadio Nacional  | Tinashe Consuelo Schuster | 23.438 / 23.438               | $ 1.955.240    |
| 9 oktober 2015          | Bogota            | Colombia            | Parque Deportivo 222            | Tinashe Durazno           | 18.796 / 18.796               | $ 1.409.520    |
| 12 oktober 2015         | San Juan          | Puerto Rico         | José Miguel Agrelot Coliseum    | Tinashe                   | 15.218 / 15.653               | $ 1.691.275    |
| 15 oktober 2015         | Panama-Stad       | Panama              | Figali Convention Center        | Tinashe                   | 6.928 / 8.000                 | $ 968.479      |
| 18 oktober 2015         | Alajuela          | Costa Rica          | Parque Viva                     | Tinashe                   | 16.199 / 16.199               | $ 1.423.310    |
| Totaal                  | Totaal            | Totaal              | Totaal                          | Totaal                    | 1.515.864 / 1.537.369 (98,6%) | $ 160.293.758  |